# Pajarito Grande
Pajarito Grande är en ort i Mexiko.   Den ligger i kommunen San Luis Acatlán och delstaten Guerrero, i den sydöstra delen av landet, 280 km söder om huvudstaden Mexico City. Pajarito Grande ligger 787 meter över havet och antalet invånare är 246.
Terrängen runt Pajarito Grande är kuperad, och sluttar söderut. Runt Pajarito Grande är det ganska glesbefolkat, med 45 invånare per kvadratkilometer. Närmaste större samhälle är San Luis Acatlán, 17,8 km sydväst om Pajarito Grande. I omgivningarna runt Pajarito Grande växer huvudsakligen savannskog.